# Ciales
Ciales ist eine der 78 Gemeinden von Puerto Rico. Sie liegt im Zentrum von Puerto Rico. Sie hatte 2019 eine Einwohnerzahl von 15.808 Personen.

## Geografie
Ciales befindet sich in der zentralen Bergregion von Puerto Rico, nordwestlich von Orocovis; südlich von Florida und Manatí; östlich von Utuado und Jayuya; und westlich von Morovis.

## Geschichte
Ciales wurde am 24. Juni 1820 von Isidro Rodríguez gegründet und hieß ursprünglich Villa Lacy, nach einem spanischen General, Luis de Lacy.
Puerto Rico wurde nach dem Spanisch-Amerikanischen Krieg unter den Bedingungen des Pariser Vertrags von 1898 von Spanien abgetreten und wurde ein Territorium der Vereinigten Staaten. Im Jahr 1899 führten die Vereinigten Staaten ihre erste Volkszählung in Puerto Rico durch und stellten fest, dass die Einwohnerzahl von Ciales 18.115 betrug.
Die erste Fachwerkbrücke, die in Puerto Rico nach der Unterzeichnung des Pariser Vertrages errichtet wurde, befindet sich in Ciales. Sie führt über den Río Grande de Manatí und steht auf der Liste des National Register of Historic Places in Puerto Rico.

## Gliederung
Die Gemeinde ist in 9 Barrios aufgeteilt:
1. Ciales barrio-pueblo
2. Cialitos
3. Cordillera
4. Frontón
5. Hato Viejo
6. Jaguas
7. Pesas
8. Pozas
9. Toro Negro

## Persönlichkeiten
- Juan Antonio Corretjer (1908–1985), Dichter, Journalist und politischer Aktivist
- Adalberto Santiago (* 1937), Sänger